# Nikolaus von Jeroschin
Nikolaus von Jeroschin, auch Nicolaus von Jeroschin (lateinisch Nicolaus de Jeroschin) war ein preußischer Chronist des Mittelalters.

## Bedeutung
Nikolaus von Jeroschin lebte im 14. Jahrhundert als Kaplan des Hochmeisters des Deutschen Ordens im Deutschordensstaat. Er übersetzte 1328 die Lebensbeschreibung des Prager Bischofs Adalbert „Vita sancti Adalberti episcopi Pragensis“ des Johannes Canaparius in deutsche Verse, dann 1331–1335 auf Veranlassung des Hochmeisters Luther von Braunschweig das „Chronicon terrae Prussiae“ (Chronik des Preußenlandes) von Peter von Dusburg in 27.738 Versen. Daneben widmete er sich der deutschen Reimchronik, u. a. Di Kronike von Pruzinlant, der Patronin des Deutschordens, der Jungfrau Maria. Auch hat er einige selbständige Zusätze hinzugefügt. Die Übersetzung ist, weil Peter von Dusburgs Werk erhalten ist, historisch von geringem Wert, obwohl der Deutsche Jeroschin im Mittelalter wieder ins Lateinische übersetzt wurde. Dagegen ist Jeroschin in sprachlicher Beziehung (er schrieb ostmitteldeutsch) von Bedeutung.

## Handschriften
- Di Kronike von Pruzinlant. Handschriftencensus.[1][2][3][4]
- Sent Adalbrehtes Leben. Handschriftenzensus.

## Ausgaben
- Ernst Strehlke: Di Kronike von Pruzinlant des Nicolaus von Jeroschin. In: Scriptores rerum Prussicarum. Die Geschichtsquellen der preußischen Vorzeit bis zum Untergange der Ordensherrschaft, Bd. 1, Leipzig 1861 (Nachdruck Frankfurt a. M. 1965), S. 291–648. Digitalisat
- Ernst Strehlke: Leben des hl. Adalbert. In: Scriptores rerum Prussicarum. Die Geschichtsquellen der preußischen Vorzeit bis zum Untergange der Ordensherrschaft, Bd. 2, Leipzig 1863, S. 423–428. Digitalisat